# Бромбензилціанід
Бро́мбензи́лціані́д C6H5CHBrCN — органічна сполука. Білі кристали, температура плавлення — 29 °C, питома вага 1,516; технічний продукт жовтувато-коричневого кольору, t° плавлення 16—22 °C. Бромбензилціанід нерозчинний у воді, легко розчиняється в органічних розчинниках.

## Основні параметри
Дуже отруйна речовина сльозоточивої дії. Від бромбензилціаніду надійно захищає протигаз.